# Harenfa
Harenfa (em árabe: الهرنفة) é uma cidade e comuna localizada na província de Chlef, Argélia. Segundo o censo de 2008, a população total da cidade era de 17 799 habitantes.